# Chantimelle Park
Chantimelle Park – to wielofunkcyjny stadion w Sauteurs na Grenadzie. Jest obecnie używany głównie dla meczów piłki nożnej, a także do gry w krykieta. Swoje mecze rozgrywa na nim drużyna piłkarska Chantimelle FC. Stadion mieści 1000 osób.